# 2016年民主党全国大会
2016年民主党全国大会（2016ねんみんしゅとうぜんこくたいかい、英語: 2016 Democratic National Convention）は、2016年7月25日から28日までアメリカ合衆国ペンシルバニア州フィラデルフィアのウェルズ・ファーゴ・センターで開催された民主党全国大会である。
2016年大統領選挙における大統領候補にヒラリー・クリントン、副大統領候補にティム・ケインが指名された。

## 背景
最終日にはトランスジェンダーの女性が演説した。トランスジェンダーを公表している人物がアメリカの政党の党大会で演説したのは今回が初めてである。